# Superman vs. The Elite
Superman vs. The Elite es una película animada de superhéroes basada en la historia del cómic "What's So Funny About Truth, Justice & the American Way?" en Action Comics #775 (marzo de 2001). Adaptada por Joe Kelly, quien también escribió la historia del cómic y dirigida por Michael Chang. La película cuenta con el regreso de George Newbern como Superman y de David Kaufman como Jimmy Olsen que retoman sus papeles del Universo animado de DC. Estrenada el 12 de junio de 2012, es la decimocuarta película de las películas animadas originales del Universo DC.

## Argumento
Lois y Clark son testigos de la muerte de numerosos ciudadanos en las calles a manos de Atomic Skull que, a través de sus acciones, esperaba atraer a Superman a una confrontación. Sin embargo, después de una breve pero violenta lucha, Superman derrota a Atomic Skull arrojándolo a un lago, "extinguiéndolo". Posteriormente, Supermán pronuncia un discurso en las Naciones Unidas que hace hincapié tanto en la locura de la violencia sin ley, como en el bien mayor que se encuentra dentro de todos. Sin embargo, el discurso de Superman es interrumpido por los líderes de Bialyia y Pokolistán, quienes, culpándose mutuamente de la violación de un tratado de paz, se declaran la guerra unos a otros, obligando a Superman a intervenir. Al llegar a Bialya, Supermán es testigo del despliegue de un arma biológica pokolistaní que ataca y destruye la mayor parte de las fuerzas militares de Bialya. Mientras Superman intenta sacar a los soldados de Bialya del peligro, la Élite llega y ayuda a Superman a destruir el arma biológica.
La Élite consiste en;
- Manchester Black - Un telépata y telequinético británico de inmenso poder mental y actúa como líder de la Élite
- Coldcast - Un hombre que puede emitir enormes cantidades de energía
- Menagerie - Una mujer que está simbióticamente unida a un número de bestias de aspecto demoníaco que cubren su cuerpo llamadas simbiontes.
- Hat - Un mago cuyas habilidades mágicas se centran en su fedora.

Supermán regresa a Metrópolis para informar de la noticia e investigar más a fondo a la Élite. Superman y Lois vuelan a Inglaterra para averiguar si ellos, y el mundo, pueden confiar en la Élite. Se revela a través de Manchester Black que obtuvo sus poderes cerca de la pubertad y los usó por primera vez para salvar a su hermana Vera de ser atropellada por un tren. La Élite y Superman llegan a la escena para salvar a los civiles de un tren subterráneo que quedó atrapado bajo el agua debido a un ataque terrorista. Después de que Superman y Manchester salvan a los pasajeros, los terroristas que bombardearon el tren casi mueren por el intento de interrogatorio de Manchester. Superman comienza a preocuparse por los motivos de sus nuevos amigos.
En Metrópolis, Lois informa a Clark que no hay registro de nacimiento o certificado de defunción de la hermana de Manchester, Vera. Esto hace que Clark se cuestione aún más el origen de la Élite y sus motivos. Manchester posteriormente transmite un mensaje al planeta, informando al mundo que la Élite pretende tratar con los villanos de forma letal. Después de la emisión, Superman viaja a Bialya, donde es golpeado inadvertidamente por un pulso de neutrinos generado por Coldcast - un "EMP para orgánicos" - que lo debilita enormemente y lo deja vulnerable a las fuerzas Pokolistaníes cercanas. Al borde de la inconsciencia, Superman se salva gracias a la oportuna intervención de la Élite, que ataca sin piedad a los pokolistaníes y teletransporta a Superman a su base de operaciones, un macroorganismo sensible llamado Bunny. Sin embargo, el intento de Superman de convencer a la Élite de que matar es innecesario cae en saco roto, y es teletransportado sin ceremonias de vuelta a la Tierra.
Un Atomic Skull sobrecargado se escapa de la prisión, buscando venganza contra Superman. Aunque es desafiado por la Élite, tienen poco éxito. Superman llega, y comienza a coordinar un ataque con la Élite, con la esperanza de drenar el exceso de poder de Atomic Skull. Sin embargo, después de que el poder de Atomic Skull es drenado con éxito por Coldcast, es ejecutado por Manchester a instancias de un joven cuyo padre fue una de las víctimas de Atomic Skull. Ya horrorizado, la indignación de Superman se manifiesta físicamente cuando la Élite le informa que, en interés de la paz, también han matado a los líderes pokolistaníes y bialianos: Superman golpea a Manchester en la cara. La Élite, interpretando la reacción de Superman como una declaración de guerra contra los "héroes favoritos" del mundo, advierte a Superman que él será su próximo objetivo.
Al día siguiente, Superman espera en medio de Metrópolis e informa a la Élite que está dispuesto a luchar contra ellos, pero lejos de la población civil. Bunny teletransporta a ambas partes a la Luna, y comienza a transmitir la lucha al mundo de los espectadores. Mientras Superman es capaz de soportar y contrarrestar los ataques de Coldcast, Menagerie y Hat, es puesto de rodillas por el ataque telequinético de Manchester, que induce un ataque en Superman. Coldcast desencadena entonces una enorme explosión de energía electromagnética en Superman, y para aquellos que ven la batalla en la Tierra, parece que Superman ha sido borrado prácticamente sin dejar rastro. Momentos después, la voz desconcertada de Superman comienza a burlarse de la Élite, afirmando que finalmente se ha convencido de que debe comenzar a matar villanos, comenzando por la Élite. Reapareciendo en un movimiento borroso, Superman comienza a eliminar a la Élite uno por uno; primero inyecta a Menagerie un veneno que hace que sus bestias simbólicas la abandonen y la dejen aparentemente muerta; The Hat, intentando explotar la conocida debilidad de Superman ante la magia, es asfixiado por un torbellino generado a súper velocidad y succionado por el embudo.
En contra de los deseos de Coldcast, Manchester los teletransporta a Metrópolis, esperando usar a los civiles inocentes como cobertura. Manchester da la orden de combinar sus poderes para destruir Metrópolis cuando aparece Superman, aunque un Superman veloz pone a Coldcast en órbita. Al reaparecer ante un Manchester cada vez más desesperado, Superman es atacado una vez más, pero el asalto de Manchester no logra dañar al Hombre de Acero, y posteriormente es lobotomizado por la visión de calor de Superman y despojado de sus poderes. Creyendo que su muerte está a segundos, Manchester le dice a Superman que el mundo sabe que no es mejor que ellos y que por lo tanto no se puede confiar en él. Sin embargo, Superman revela que Coldcast, Hat y Menagerie fueron transportados a la Fortaleza de la Soledad para ser despojados de su poder y enviados a prisión. Además, para crear la ilusión de que había matado indiscriminadamente, sus Super-Robots fueron desplegados para proteger a los civiles presentes.
Al final, la gente de la Tierra se da cuenta de que la violencia y el asesinato son incompatibles con los principios de la justicia, y finalmente acepta que los métodos de Superman son los mejores para toda la humanidad.

## Reparto
- George Newbern – Clark Kent/Kal-El /Superman
- Pauley Perrette – Lois Lane
- Robin Atkin Downes – Manchester Black
- Catero Colbert – Nathan Jones/Coldcast[3]
- Melissa Disney – Menagerie[3]
- Andrew Kishino – The Hat[3]
- Dee Bradley Baker – Joseph Martin/Atomic Skull[3]
- Ogie Banks – Terrence Baxter[3]
- Grey DeLisle – Joven Manchester Black[3]
- Paul Eiding – Pa Kent[3]
- Troy Evans – Pundit[3]
- Jennifer Hale – Niño jugando a ser Superman[3]
- David Kaufman – Jimmy Olsen[3]
- Pamela Kosh – Abigail[3]
- Jeff LaPensee – Falling Man[3]
- Marcella Lentz-Pope – Vera Black[3]
- Dave B. Mitchell – Shocktrooper[3]
- Sumalee Montano – Locutora[3]
- Laraine Newman – Locutora #3[3]
- Nolan North – Embajador de Pokolistán[3]
- Henry Simmons – Efrain Baxter[3]
- Stephen Stanton – Embajador de Bialyian, Superman de Dibujos Animados, Padre de Manchester Black[3]
- Tara Strong – Joven Vera Black[3]
- Fred Tatasciore – Perry White[3]
- Bruce Timm – MI-5 Agente[3]
- Julie Wittner – Mujer Cobarde[3]
- Rick Zieff – Hombre Desecado[3]

## Producción
La película fue anunciada por primera vez en la Comic Con 2011, durante la proyección de Batman: Año Uno, como una de las películas de la línea de películas animadas originales del Universo DC para 2012, por el productor Bruce Timm. Joe Kelly, escritor de Action Comics #775, "What's So Funny About Truth, Justice & the American Way", adaptó su propio trabajo a la película. Se le citó diciendo, "La historia aborda temas que van más allá de la típica historia de un superhéroe... la política, el precio del poder y el lugar de América como una fuerza en el mundo son todos vistos a través de la lente del Universo DC. Incluso si los fans no están prestando atención a estos temas, están en todos los medios de comunicación. No puedes escapar de ellos. Así que con el estado de las cosas como está, no puedo pensar en un mejor momento para ver a Superman enfrentarse a estos temas... Soy un gran fan de tomar los temas del mundo real y resolverlos a través de nuestras historias de "superhéroes", pero esta va más allá de la alegoría estricta. Como la historia original del cómic, la película provoca el pensamiento sin sermonear y realmente da un golpe". También dijo que, en cuanto a la expansión del tema de los cómics en una película animada, y las diferencias entre las dos; que "tenía a Alan Burnett. Alan me ayudó a ir al corazón de la historia y a personalizarla para un público que tal vez no conocía el cómic original... la historia original trataba sobre los antihéroes y los fans del cómic y las tendencias de la industria que me molestaban cuando se escribió. Para que la historia funcionara como una película, necesitábamos ir más allá y mantener el núcleo de la historia: que Superman sirve a un propósito y su código moral es relevante incluso en el mundo moderno. Aquí es donde la expansión en la "política mundial" realmente ayudó".

## Música
Superman vs. the Elite utiliza el mismo tema musical principal que fue compuesto por Robert Kral para la película animada Superman: Doomsday.

## Recepción
En Rotten Tomatoes, la película tiene una puntuación del 80% basada en cinco reseñas, con una puntuación media de 7.2/10.
Superman vs. the Elite ganó  $1,815,269 dólares por las ventas nacionales de DVD y 1.394.884 dólares por las ventas nacionales de Blu-ray, lo que eleva sus ganancias nacionales totales a $3,210,153 dólares.

## Versión Casera
Superman vs. The Elite se lanzó en DVD y Blu-ray con un paquete combinado. Las características incluyen: un adelanto de la Parte 1 de la versión animada de The Dark Knight Returns, dos largometrajes "The Elite Unbound: No Rules, No Mercy" y "Superman and the Moral Debate", comentarios de audio, dos episodios de Superman: la serie animada y Action Comics # 775 como cómic digital. El paquete combinado se lanzó el 12 de junio de 2012.
Es la última película de Warner Premiere, ya que Warner Home Video cerró la empresa dos meses después. Sin embargo, los títulos continuaron publicándose bajo la etiqueta Warner Premiere hasta 2013.